# Hažlín
Hažlín es un municipio del distrito de Bardejov en la región de Prešov, Eslovaquia, con una población estimada a final del año 2024 de 1058 habitantes.
Se encuentra ubicado en el centro-norte de la región, cerca del río Topľa (cuenca hidrográfica del río Tisza) y de la frontera con Polonia.

## Demografía
| Año        | 1994 | 2004    | 2014    | 2024    |
| ---------- | ---- | ------- | ------- | ------- |
| Población  | 1193 | 1191    | 1135    | 1058    |
| Diferencia |      | −0,16 % | −4,70 % | −6,78 % |

| Año        | 2023 | 2024    |
| ---------- | ---- | ------- |
| Población  | 1051 | 1058    |
| Diferencia |      | +0,66 % |